# Rezerwat przyrody Parnowo
Rezerwat przyrody „Parnowo” – faunistyczny rezerwat przyrody położony w województwie zachodniopomorskim, w powiecie koszalińskim, w gminie Biesiekierz, 1 km na wschód od Parnowa, 7,5 km na zachód-południowy zachód od Koszalina, 0,2 km na północny zachód od drogi krajowej nr 6. Został utworzony w 1976 roku. Według najnowszego zarządzenia z 2015 roku zajmuje powierzchnię 62,5826 ha (akt powołujący podawał 66,00 ha, zaś zarządzenie z 2008 roku – 59,12 ha).

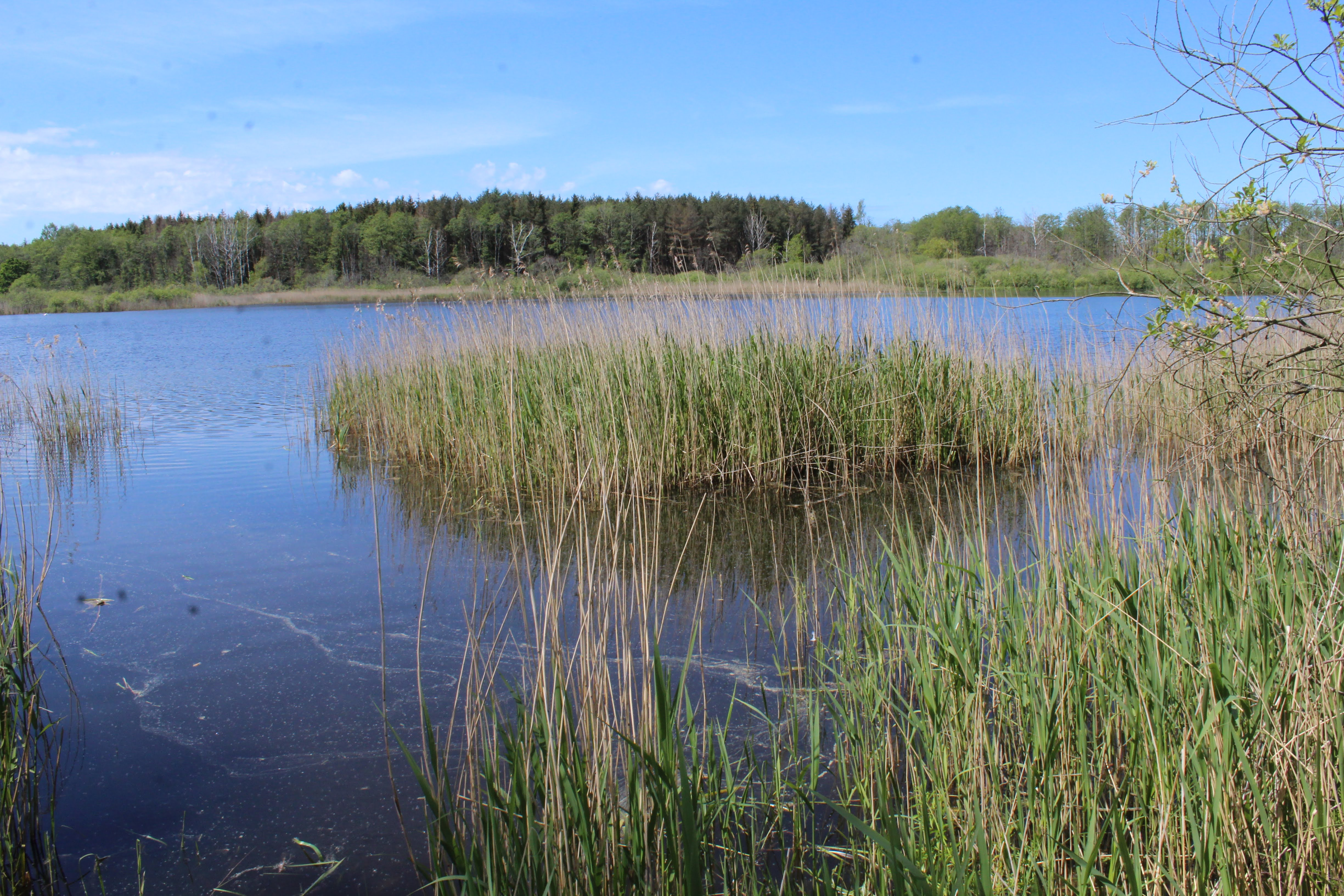
Jezioro Tatowskie w obszarze rezerwatu przyrody

Obszar rezerwatu stanowi płytkie Jezioro Tatowskie wraz z pasem zbiorowisk szuwarów i łozowisk w jego strefie emersyjnej.
Celem ochrony jest zachowanie miejsc lęgowych rzadkich ptaków wodnych i błotnych. Do gniazdujących tu ptaków należą m.in. mewa pospolita, brodziec samotny, sieweczka rzeczna, dziwonia zwyczajna i łabędź krzykliwy.
Rezerwat leży na terenie Nadleśnictwa Karnieszewice. Nadzór nad nim sprawuje Regionalny Dyrektor Ochrony Środowiska w Szczecinie.
Według obowiązującego planu ochrony ustanowionego w 2009 roku (zmienionego w 2016), obszar rezerwatu objęty jest ochroną czynną.
Nie jest udostępniony dla ruchu turystycznego.